# Joseph-Charles-Anthelme Cassaignolles
Joseph-Charles-Anthelme Cassaignolles (Vic-Fezensac, 15 maggio 1806 – Parigi, 10 maggio 1866) è stato un generale francese.

## Biografia
Suo padre, Raymond Cassaignolles, fu impegnato come volontario nel 1792 e aiutante di campo del generale Moncey fino al suo ritiro dopo il colpo di Stato del 18 fruttidoro. Morì nel 1835. La sua famiglia era una delle notabili della città.
Joseph Cassaignolles, dopo gli studi di iniziali al Royal College di Tolosa, lasciò a diciassette anni di impegnarsi volontariamente alla scuola di cavalleria di Saumur  nel mese di ottobre 1825.

### Ufficiale in Algeria
Dopo aver iniziato nel 10º Reggimento cacciatori a cavallo, si ritrovò alla fine del 1831 col grado di sottotenente al 2º Reggimento Cacciatori d'Africa in Algeria.
Farà le diverse campagne di Algeria tra il 1832 e il 1848. Il suo nome è citato per la prima volta nel caso di Sikkah, il 6 luglio 183, contro l'emiro Abd el-Kader. 
Gli Spahis sono stati creati alla fine del 1836 per combattere la ribellione. Entrò come luogotenente aiutante di campo, diventando capitano nel 1840. Ha partecipato nel caso Tem Salnet dove una truppa di 850 soldati sotto il comando del tenente colonnello Joseph Vantini resistette all'assalto di 8000 combattenti arabi prima di essere liberati dalle truppe provenienti da Orano.
I combattimenti continuarono fino alla cattura di Abd al-Kader il 16 maggio 1843. Prese parte con gli spahis alla presa della casa dell'emiro.
Fu quindi nella battaglia di Isly, vicino al confine marocchino, con Abd-el-Kader e la vittoria ripoartata dal principe di Joinville. Nel giugno del 1845 combatté ad Aurès. Era diventato caposquadriglia nel 1844.
Venne nominato tenente colonnello del 1º Reggimento Cacciatori d'Africa l'8 ottobre 1846. Partecipò alla spedizione del generale Guillaume Stanislas Marey-Monge a Tell nel 1848.
Dopo la rivoluzione francese del 1848 fu nominato colonnello nel 3º Reggimento Cacciatori a cavallo con presidi a Tarbes e Niort. Tornò in Algeria dove fu nominato colonnello comandante del 1º Reggimento Cacciatori d'Africa il 10 maggio 1851.
Poi, nominato generale di brigata 28 dicembre 1852, prese la direzione della suddivisione di Miliana, cui parteciperà attivamente allo sviluppo.

### Generale di brigata in Francia
I problemi di salute e il desiderio di avvicinarsi a sua madre, lo portarono a chiedere l'aspettativa. L'ottenne il 5 ottobre 1853 e partì per Vic-Fezensac dove rimase fino alla fine dell'anno. Il 1º gennaio 1854 ricevette il comando della suddivisione del Oise.

### Guerra di Crimea
Il 25 febbraio 1854 fu nominato per partecipare alla guerra di Crimea. Nel 1855 comandò la 1ª Brigata di cavalleria, composta dal 1º e 3º Reggimento Cacciatori d'Africa, durante la guerra di Crimea, partecipò a tutte le operazioni di osservazione del corpo d'armata sotto Sebastopoli, ma non partecipò personalmente ai combattimenti. Ricevette il comando della 3ª Brigata di Cavalleria della Guardia Imperiale, cacciatori e guide 19 aprile 1856, prima di tornare in Francia.

### Guerra in Piemonte e Lombardia
Partecipò, da maggio 1859, durante la seconda guerra d'indipendenza italiana in Piemonte e Lombardia, alla battaglia di Magenta, dove partecipò a un'azione coraggiosa il 4 giugno 1859, grazie alla quale evitò un inizio di disfatta. Partecipò alla battaglia di Solferino e San Martino, dove comandò una carica di cavalleria contro la cavalleria austriaca, che minacciava accerchiare la cavalleria della guardia. Fu nominato generale di divisione il 27 giugno 1859.

### Maggiore generale in Francia
Tra il 1859 e il 1863 comandò la divisione di Tolosa. Nel 1863 dovette risiedere a Parigi come membro del comitato consultivo della cavalleria. Fu nominato poco dopo presidente e membro della commissione mista dei lavori pubblici. Partecipò alle ispezioni generali di cavalleria del 1864 e del 1865. Il suo stato di salute gli fece chiedere di essere sollevato dalle sue funzioni di presidenza, che ottenne all'inizio del gennaio 1866.